# Acke Myhrman
Axel (Acke) Henrik Myhrman, född 23 september 1904 i Helgona församling i Nyköping, död 24 juli 1978 i Kungshamn, var en svensk målare och tecknare.
Han var son till godsägaren Axel Harald Myhrman och Valborg Øvergaard. Myhrman bedrev studier under resor till London och Paris 1933 och var därefter anställd som tecknare och layoutman vid Svenska industriförbundet 1926-1929 och som ateljéchef vid Maxwell Bauer Advertising Art i New York 1929-1933. När han återvände till Sverige arbetade han först för några tryckerier och bokförlag innan han arbetade som reklamkonsulent 1936-1945. Han blev heltidskonstnär 1945. Separat ställde han ut på Hotel S:t George i New York 1933, Älvdalen 1947, Mora 1954 och på ett flertal platser i Norge. Han medverkade i samlingsutställningar med olika konstföreningar. Hans konst består av blomsterstilleben och landskapsmålningar utförda i akvarell, gouache eller olja. Som illustratör utförde han ett antal bokomslag samt vignetter.  